# Kualu
Kualu is een bestuurslaag in het regentschap Kampar van de provincie Riau, Indonesië. Kualu telt 6762 inwoners (volkstelling 2010).